# ماکسیم کووالنکو (بازیکن فوتبال)
ماکسیم کووالنکو (اوکراینی: Максим Олександрович Коваленко؛ زادهٔ ۳۰ مهٔ ۲۰۰۲) بازیکن فوتبال اهل اوکراین است.